# Associated Whistleblowing Press
Associated Whistleblowing Press (cuya traducción es "Prensa asociada de denuncias") es una agencia de información sin fines de lucro, dedicada a dar a luz y analizar el filtrado de contenido. Según su sitio web, la iniciativa tiene como objetivo trabajar en una estructura de red descentralizada, con plataformas locales que se ocupan de informaciones, contextos y actores locales en un "modelo ascendente a partir de las raíces" . Las historias producidas serán publicadas en la sala de redacción del proyecto en varios idiomas bajo una licencia Creative Commons. El equipo de colaboradores está repartido por todo el mundo, está conducida por los dos editores, Pedro Noel y Santiago Carrión.

## Ljost
El 30 de septiembre de 2012, AWP lanzó Ljost, su primera plataforma local de denuncia en Reykjavík, Islandia. El pionero de Internet Guðmundur Ragnar Guðmundsson, Birgitta Jónsdóttir, miembro del parlamento de Althing, el parlamento islandés, representando al Partido Pirata Islandia y el periodista de investigación Jon Bjarki han colaborado con la creación de la plataforma. Ljost es un sitio web que permite a los ciudadanos islandeses enviar información que demuestra abuso o corrupción de una manera segura y anónima. La plataforma es una red de periodistas, investigadores y agencias de medios de comunicación dedicados a analizar y publicar el contenido filtrado para hacer a los gobiernos y corporaciones responsables de sus acciones al sacarlos a la luz. Según la Associated Whistleblowing Press, el principal objetivo de la plataforma Ljost es restaurar los medios de comunicación como un actor activo de la verdad y la justicia en Islandia, creyendo que la transparencia es la mejor manera de aumentar la responsabilidad social de los gobiernos locales y corporaciones por sus acciones. Los miembros del AWP creen que para los periodistas, investigadores y activistas de los medios de comunicación, esta es una manera poderosa de llevar a la gente a tomar medidas contra la represión, el abuso de poder, la censura, la desigualdad social y la avaricia corporativa en la sociedad islandesa. El 30 de diciembre de 2013, Ljost publicó los archivos de Glitnir [8], una fuga que trae en la cuenta pública información detallada que identifica a los prestatarios más grandes del banco de Glitnir ya partes interesadas así como pista relevante de algunos sus movimientos de partes durante 2007/2008 y evidencia que un puñado De los individuos y las compañías con conexiones fuertes a los accionistas centrales de Glitnir pidieron grandes cantidades de efectivo del banco, muchas veces con la garantía subyacente insuficiente.

## Filtrala
El 23 de abril de 2014, el AWP lanzó Filtrala Archivado el 29 de abril de 2014 en Wayback Machine., su primera plataforma de denuncia local en España. El nombre del proyecto significa literalmente "escape". Se lanzó en colaboración con cuatro organizaciones mediáticas españolas –La Marea, eldiario.es, Diagonal, Mongolia –, dos medios de comunicación catalanes –Crític y La Directa– junto con la Comisión Anticorrupción de la Red Ciudadana Partido X.
información segura y anónima que denuncie delitos, corrupción, abusos e infracciones de individuos, corporaciones o instituciones. Forma parte de la red internacional de AWP y se establece en Bélgica para su reconocimiento en la ley de garantizar la libertad de prensa, la protección de los informantes y la protección del periodismo.
El objetivo principal es ampliar la información revelada en un nivel mediático, civil y jurídico. A través de la Plataforma, la sociedad española tiene un mecanismo ciudadano para luchar contra la corrupción y el abuso con el objetivo de una regeneración social basada principalmente en la justicia social.